# Légicentrisme
 (février 2009).
Si vous disposez d'ouvrages ou d'articles de référence ou si vous connaissez des sites web de qualité traitant du thème abordé ici, merci de compléter l'article en donnant les références utiles à sa vérifiabilité et en les liant à la section « Notes et références ».
Le légicentrisme est la doctrine qui fonde l'existence d'un régime légal. Cette doctrine affirme que la loi est la seule expression de la souveraineté, disposant d'une autorité suprême dans l'ordre juridique national. Il n'y a donc pas, dans un régime légal, de constitution au sommet de l'ordre juridique [réf. nécessaire].
Le légicentrisme s'oppose au constitutionnalisme, doctrine ayant émergé principalement après la Seconde Guerre mondiale.